# Чоботенко, Сергей Андреевич
Серге́й Андре́евич Чоботе́нко (укр. Сергій Андрійович Чоботенко; род. 16 января 1997, Запорожье) — украинский футболист, полузащитник житомирского «Полесья».

## Клубная карьера
Футболом начал заниматься в Запорожье, с семи лет учился в футбольной школе «Металлурга». Первый тренер — Николай Николаевич Сеновалов. В составе «казаков» выступал в ДЮФЛУ. 10 января 2012 перешел в киевское «Динамо». Сначала выступал за юношескую динамовскую команду, за которую дебютировал 24 июля 2013 года в матче против львовских «Карпат». Впоследствии был переведен в молодежную команду, за которую дебютировал 26 июля 2014 в матче против «Ворсклы».
10 августа 2017 перешел в донецкий «Шахтёр». В начале октября главный тренер горняков Паулу Фонсека привлекал молодого защитника к тренировкам с первой командой, однако в дальнейшем Чоботенко выступал исключительно за молодежный состав «Шахтёра».
В конце июня 2018 отправился на просмотр в «Мариуполь», а уже 28 июня подписал контракт с мариупольской командой. Дебютировал во взрослом футболе 22 июля 2018 года в проигранном (1:2) выездном поединке 1-го тура УПЛ против луганской «Зари». Чоботенко вышел на поле на 79-й минуте, заменив Александра Пихалёнка. Всего в сезоне 2018/19 Сергей стал основным игроком «приазовцев», сыграв 22 матча чемпионата. После завершения сезона 22 июля 2019 года Чоботенко подписал с «Мариуполем» полноценный контракт.

## Карьера в сборной
Имеет опыт выступлений в составе юношеских сборных Украины разных возрастов.